# Aplomación
En francmasonería, dícese de cada una de las entrevistas que sendos maestros de la logia (nombrados para la ocasión como aplomadores) mantienen con el candidato a la iniciación masónica.
La aplomación es, en masonería operativa, la operación consistente en aplicar la plomada a la piedra bruta para evaluar su aptitud a ser pulida.
Así, los maestros encargados de entrevistar al candidato se asegurar de que sea persona libre y de buenas costumbres y emiten el preceptivo informe para que la logia vote la candidatura con conocimiento de causa.